# 2026. évi nyári ifjúsági olimpiai játékok
A 2026. évi nyári ifjúsági olimpiai játékok, hivatalos nevén a IV. nyári ifjúsági olimpiai játékok egy több sportot magába foglaló nemzetközi sportesemény lesz, melyet Szenegál fővárosában, Dakarban rendeznek. Ez az első alkalom, hogy egy olimpiai eseményt az afrikai kontinensen rendeznek. Az olimpiát eredetileg 2022-ben rendezték volna.

## A pályázat
Az olimpia megrendezésére 4 ország pályázott, Nigéria, Botswana, Szenegál és Tunézia. Csak Dakar pályázata jutott be az októberi szavazásra.
Afrikán kívül Amszterdam, Chicago, Pozsony és Toronto is pályáztak a rendezésre, azonban a pályázatukat nem nyújtották be.
2020 júliusában bejelentették, hogy a koronavírus-járvány hatásai miatt, a 2022-re tervezett eseményt 2026-ban rendezik meg.